# Болоты
Болоты — деревня в центральной части Порховского района Псковской области. Входит в состав сельского поселения «Туготинская волость».
Расположена в 21 км к западу от города Порхов и в 5 км к западу от волостного центра Туготино.
Численность населения составляет 23 жителя (2000 год).